# فرانسيس ستيفنز
فرانسيس ستيفنز هي فاعلة خير كندية، ولدت في 27 يناير 1851 في إدنبرة في المملكة المتحدة، وتوفيت في 7 مايو 1915 في المحيط الأطلسي بسبب غرق.